# Refrancore
Refrancore, (ël Francó o Arfrancor en piemontès) és un municipi situat al territori de la província d'Asti, a la regió del Piemont (Itàlia).
Limita amb els municipis d'Asti, Castagnole Monferrato, Castello di Annone, Montemagno, Quattordio i Viarigi.
Pertanyen al municipi les frazioni de Barcara, Bonina, Calcini, Maddalena, Platona i Rossi.